# Daniel Dvoress
Daniel Dvoress (* 12. Juli 1988 in der Sowjetunion) ist ein professioneller kanadischer Pokerspieler.
Dvoress hat sich mit Poker bei Live-Turnieren mehr als 28 Millionen US-Dollar erspielt. Er ist zweifacher Braceletgewinner der World Series of Poker und siegte 2019 beim Super High Roller Bowl Bahamas.

## Pokerkarriere

### Werdegang
Dvoress spielt seit November 2006 online unter den Nicknames Oxota (PokerStars) und Oxotaments (Full Tilt Poker). Im Mai 2014 gewann er auf PokerStars ein Turnier der Spring Championship of Online Poker und erhielt sein bisher höchstes Online-Preisgeld von rund 400.000 US-Dollar. Insgesamt hat er Online-Turniergewinne von knapp 3,5 Millionen US-Dollar aufzuweisen.
Seine ersten Geldplatzierungen bei Live-Turnieren erzielte Dvoress im Januar 2013 beim PokerStars Caribbean Adventure (PCA) auf den Bahamas. Ende August 2014 kam er beim Main Event der European Poker Tour (EPT) in Barcelona in die Geldränge und erhielt für seinen 17. Platz knapp 55.000 Euro Preisgeld. Mitte März 2015 wurde er beim EPT High Roller auf Malta Dritter und erhielt 263.000 Euro. Ende Oktober 2015 saß der Kanadier an gleicher Stelle am inoffiziellen Finaltisch des EPT-Main-Events und beendete das Turnier als Siebter für mehr als 90.000 Euro Preisgeld. Im Dezember 2015 belegte er beim EPT Super High Roller in Prag den sechsten Rang für rund 170.000 Euro. Anfang Januar 2016 kam er sowohl beim High Roller als auch beim Super High Roller des PCA an den Finaltisch und sicherte sich damit innerhalb von vier Tagen mehr als 500.000 US-Dollar. Im Jahr darauf belegte er auf den Bahamas beim Super High Roller der PokerStars Championship (PSC) den vierten Platz für knapp 600.000 US-Dollar. Auch beim PSC Super High Roller in Panama-Stadt war Dvoress am Finaltisch und sicherte sich hinter Ben Tollerene den zweiten Platz für rund 370.000 US-Dollar. Ende April bis Anfang Mai 2017 war der Kanadier für die PokerStars Championship in Monte-Carlo. Dort cashte er innerhalb einer Woche im Main Event, beim High Roller und Super High Roller sowie bei zwei weiteren eintägigen High-Roller-Events. Dies brachte ihm Preisgelder von mehr als 1,5 Millionen Euro ein. Ende Oktober 2017 wurde Dvoress beim Super High Roller der Asia Championship of Poker in Macau Vierter für umgerechnet mehr als 750.000 US-Dollar. Mitte Januar 2018 gewann er beim PCA auf den Bahamas ein Turnier der Variante No Limit Hold’em und damit sein erstes Live-Turnier überhaupt. Das Turnier hatte ein Feld von lediglich sechs Spielern und war nach einem Deal mit seinen Landsmännern Timothy Adams und Sam Greenwood beendet. Zuvor galt der Kanadier als weltweit bester Pokerspieler ohne Turniersieg. Ende April 2018 wurde er bei einem High Roller der EPT in Monte-Carlo Fünfter für 179.000 Euro. Mitte November 2018 belegte Dvoress beim High Roller der partypoker Caribbean Poker Party in Nassau auf den Bahamas den dritten Platz, der mit 210.000 US-Dollar bezahlt wurde. Einen Monat später wurde er beim EPT High Roller in Prag Fünfter für mehr als 150.000 Euro. Ende April 2019 belegte der Kanadier beim EPT Super High Roller in Monte-Carlo den mit mehr als 550.000 Euro dotierten vierten Platz. Rund eine Woche später erreichte er bei der Triton Poker Series im montenegrinischen Budva fünfmal die Geldränge und sicherte sich Preisgelder von umgerechnet mehr als 2,7 Millionen US-Dollar. Mitte November 2019 gewann Dvoress den Super High Roller Bowl Bahamas und sicherte sich eine Siegprämie von rund 4 Millionen US-Dollar. Nur einen Tag nach diesem Erfolg gewann er ein an gleicher Stelle mit Short Deck gespieltes Event der partypoker Millions World Bahamas und erhielt 375.000 US-Dollar. Im August 2020 setzte sich der Kanadier beim Millionaire Maker der aufgrund der COVID-19-Pandemie auf GGPoker ausgespielten World Series of Poker Online durch und erhielt knapp 1,5 Millionen US-Dollar sowie ein Bracelet. Nachdem er pandemiebedingt 2020 und 2021 gar keine Live-Geldplatzierungen erzielt hatte, platzierte sich Dvoress im April 2022 im nordzyprischen Kyrenia bei insgesamt sechs Turnieren auf den bezahlten Plätzen, die der Triton Series und der Super High Roller Series Europe angehörten. Dabei entschied er bei letzterer Turnierserie das sechste Event für sich und war der nach Turnierpunkten erfolgreichste Spieler. Insgesamt sicherte sich Dvoress in Kyrenia Preisgelder von mehr als 2,2 Millionen US-Dollar. Bei der Triton Series in Madrid kam der Kanadier im Mai 2022 dreimal in die Geldränge und erhielt mehr als 1,8 Millionen Euro. Anfang November 2023 gewann er bei derselben Turnierserie in Monte-Carlo ein Event in Pot Limit Omaha mit einem Hauptpreis von 956.000 US-Dollar. Drei Tage später setzte sich Dvoress beim GGMillion$ der World Series of Poker Europe im King’s Resort in Rozvadov durch und wurde mit 600.000 Euro sowie seinem zweiten Bracelet prämiert.

### Preisgeldübersicht
| Jahr      | Preisgeld (in $) | Turniersiege |
| --------- | ---------------- | ------------ |
| 2013      | 28.300           | 0            |
| 2014      | 180.553          | 0            |
| 2015      | 737.050          | 0            |
| 2016      | 1.188.942        | 0            |
| 2017      | 3.897.847        | 0            |
| 2018      | 943.809          | 1            |
| 2019      | 8.928.195        | 2            |
| 2020–2021 | 0                | 0            |
| 2022      | 6.102.078        | 2            |
| 2023      | 6.187.620        | 3            |
| gesamt    | 28.194.394       | 8            |

### Braceletübersicht
Dvoress kam bei der WSOP 29-mal ins Geld und gewann zwei Bracelets:
| Jahr   | Buy-in   | Turnier                         | Teilnehmer | Preisgeld   |
| ------ | -------- | ------------------------------- | ---------- | ----------- |
| 2020 O | 01.500 $ | GGPoker.com – Millionaire Maker | 6299       | 1.489.288 $ |
| 2023 E | 25.000 € | NLH GGMillion$                  | 0089       | 0.600.000 € |